# Blomsterfangen
Blomsterfangen er en kortfilm fra 1996, som er skrevet og instrueret af Jens Arentzen og produceret af Nimbus Film. Medvirkende i filmen er Jens Okking, Mads Mikkelsen, Birthe Neumann og Tonny Landy.
Filmen modtog gode anmeldelser, og vandt en Robert for bedste kortfilm i 1997.

## Handling
I et fængsel gemmer en ældre fange sig for verden, Svend Aage Rasmussen. Han tror, at hans søn Max har klaret sig bedre end han selv. Max ved imidlertid ikke, at hans far sidder i fængsel. Svend Aage kender kun Max fra konens lyserøde historier, men en dag ankommer en ny fange til fængslet, indsat med én af Danmarks hårdeste volds- og narkodomme. Max Rasmussen - alt andet end en succes.

## Medvirkende
- Jens Okking som Svend Åge
- Mads Mikkelsen som Max Rasmussen
- Birthe Neumann som Tove
- Tonny Landy som Manfred

## Produktion
Filmen blev optaget i Vridsløselille Fængslet i Albertslund, København.